# فرانسیسکو ویارویا
فرانسیسکو ویارویا (اسپانیایی: Francisco Villarroya‎؛ زادهٔ ۶ اوت ۱۹۶۶) بازیکن فوتبال اهل اسپانیا بود.
از باشگاه‌هایی که در آن بازی کرده‌است می‌توان به باشگاه فوتبال رئال ساراگوسا، باشگاه فوتبال رئال مادرید، باشگاه فوتبال اسپورتینگ خیخون، و باشگاه فوتبال دپورتیوو لاکرونیا اشاره کرد.
وی همچنین در تیم ملی فوتبال اسپانیا بازی کرده‌است.